# Aidan Heslop
Aidan Heslop (Chelmsford, 18 de abril de 2002) es un deportista británico que compite en saltos de gran altura. Ganó una medalla de oro en el Campeonato Mundial de Natación de 2024, en la prueba de 27 m.

## Palmarés internacional
| Campeonato Mundial | Campeonato Mundial | Campeonato Mundial | Campeonato Mundial |
| Año                | Lugar              | Medalla            | Prueba             |
| ------------------ | ------------------ | ------------------ | ------------------ |
| 2024               | Doha (Catar)       | Medalla de oro     | 27 m               |